# Американський дракон: Джейк Лонґ
«Американський дракон: Джейк Лонґ» (англ. American Dragon: Jake Long) — американський мультсеріал студії Walt Disney Television Animation. Показ відбувся на каналі Disney Channel в період з 21 січня 2005 року по 1 вересня 2007 року. Випущено було 52 серії.

## Сюжет
Події мультсеріалу розгортаються в районі Нью-Йорка на Мангеттені. Він розповідає про американського підлітка Джейка Лонґа (з китайської: Lóng — дракон), якому доводиться врівноважувати звичайне життя в школі та з друзями зі здатністю перетворюватися на дракона. Коли він зрештою повністю розкриває свій потенціал і перетворюється на американського дракона, йому доводиться долати перешкоди, щоб захистити чарівних істот, що живуть у місті.

## Серії
| Сезон | Серії | Перший показ   | Останній показ |
| ----- | ----- | -------------- | -------------- |
| 1     | 21    | 21 січня 2005  | 29 січня 2006  |
|       |       | 1 липня 2005   |                |
| 2     | 31    | 10 червня 2006 | 1 вересня 2007 |

## Персонажі

### Головні
- Джейк Лонґ — протагоніст мультсеріалу. Китайсько-американський 13 річний (14 річний у другому сезоні) підліток, що володіє здібністю перетворюватися на дракона. Він добре обізнаний з новинками та стилями, впевнений у собі та любить відеоігри, різну музику і чудово вміє кататися на скейтборді. Учиться в середній школі імені Філмора, разом зі своїми друзями Тріксі та Спадом.
- Лао Ші — дідусь Джейка та Гейлі, а також учитель Джейка в драконячих справах. Він керує магазином техніки «Канал Стріт Електронік» разом зі своїм єдиним другом Фу-Доґом. Його ім'я є відсиланням до китайського слова «вчитель». В молодості був китайським драконом та бився із Гантскланом. До зустрічі з Темним драконом, дід Джейка був відомий як Лакі Лао Ші.
- Фу-Доґ — 600-річний шар-пей і єдиний супутній Лао Ші. Інколи допомагає Джейку потай від його дідуся. Знає багато про магічний світ та постійно знаходить всілякі неприємності.
- Артур Спадінскі — друг Джейка та вчиться разом з ним в одній школі. Він є надзвичайно відданий і дещо повільний, але придумує розумні речі, щоб сказати навмання. Також обізнаний в техніці.
- Тріксі Картер — подруга Джейка. Дотепна, пряма та гостра на язик дівчина, завзята модниця, але водночас найлогічніша та найзріліша в групі.
- Гейлі Кей Лонґ — молодша сестра Джейка
- Сьюзан Лонґ — мати Джейка та Гейлі
- Джонатан Лонґ — батько Джейка та Гейлі

## Виробництво
Американський дракон: Джейк Лонґ був створений Джеффом Ґудом. Анімаційне шоу було запропоновано керівникам Disney Channel і після того, як ним було отримано дозвіл, пітч-біблія була розроблена в її телевізійну адаптацію виконавчими продюсерами Меттом Неґретом та Едді Ґузеліаном та режисером Крістіаном Романом. Спочатку прем'єра серіалу була запланована на осінь 2004 року, але її перенесли на січень, коли «Бренді та містер Віскерс» був завершений вчасно до вересневого дебюту.
Мультсеріал було продовжено на другий сезон у 2006 році. Було оголошено, що Стів Лотер, який працював режисером «Кім Всеможу», приєднається до другого сезону як режисер і виконавчий продюсер разом із Меттом Неґретом та Едді Ґузеліаном. Однак після того, як канал Disney Channel поновив мультсеріал «Кім Всеможу» на четвертий сезон, Лотер відновив свою роль режисера, але все ще був виконавчим продюсером «Американського дракона». Новим режисером призначили Ніка Філіппі, який також працював режисером мультсеріалу «Кім Всеможу». 
З приєднанням Стіва Лотера до персоналу, було перероблено всіх персонажів і передісторію з новою анімацією на прохання як Лютера, так і керівників, оскільки вони зневажали дизайни попереднього сезону. Головну пісню для 2 сезону також було перезаписано гуртом Jonas Brothers.

## Зовнішні посилання
- Американський дракон: Джейк Лонґ на IMDb